# Aspidites melanocephalus
A Píton-de-cabeça-negra (Aspidites melanocephalus) é uma espécie de cobra píton, não venenosa, nativa da Austrália.